# ختم مطاطي (سياسة)
الختم المطاطي في السياسة هو شخص أو مؤسسة تتمتع بسلطة قانونية كبيرة ولكن القليل من القوة الواقعية.  وصف المؤرخ إدوارد إس إليس هذا النوع من الهيئات التشريعية بـ "برلمان الألعاب".
في الحالات التي قد يكون فيها توقيع المسؤول الأعلى مطلوبًا للأعمال الورقية الروتينية، يتم استخدام ختم مطاطي يشبه توقيعه المكتوب بخط اليد. يُقصد بالمصطلح في جوهره نقل التأييد دون تفكير دقيق أو استثمار شخصي في النتيجة، خاصةً لأنه يُتوقع عادةً أن يكون واجب صاحب الختم القيام بذلك. في الحالة التي يكون فيها المجلس التشريعي للديكتاتور "ختمًا مطاطيًا"، فإن الأوامر التي يُقصد بها المصادقة عليها هي إجراءات شكلية يُتوقع منهم إضفاء الشرعية، وعادة ما يتم إجراؤها لإضفاء المظهر السطحي للانسجام التشريعي والديكتاتوري.
في النظام الملكي الدستوري أو الجمهورية البرلمانية، يكون رؤساء الدول عادةً "أختامًا مطاطية" (أو رموزًا) للبرلمان المنتخب، حتى لو كانوا يمتلكون من الناحية القانونية سلطات احتياطية كبيرة أو لا يوافقون على قرارات البرلمان.
قد تظهر الهيئات التشريعية ذات الطابع المطاطي حتى في البلدان الديمقراطية إذا كان الترتيب المؤسسي يسمح بذلك.

## أمثلة
وصف المؤرخ إدوارد س. إليس المجلس العمومي العثماني للسلطان العثماني عبد الحميد الثاني بأنها برلمان لعبة. تم إنشاؤه عام 1876 لغرض وحيد هو استرضاء القوى الأوروبية.
أحد أشهر الأمثلة على مؤسسة الختم المطاطي هو الرايخستاغ لألمانيا النازية، والذي أكد بالإجماع جميع القرارات التي اتخذها بالفعل أدولف هتلر وأعلى أعضاء الحزب النازي. تعتبر العديد من المجالس التشريعية للدول الاستبدادية والشمولية أختاما مطاطية، مثل البرلمانات الشيوعية مثل مجلس الشعب الصيني، أو الغرفة الإيطالية للأسواق والشركات خلال النظام الفاشي.
في عهد أدولف فريدريك، ملك السويد (1751-1771)، كان لدى ريكسداغ الطبقات سلطة التوقيع على المستندات الملزمة بختم الاسم الحرفي، أحيانًا ضد إرادة الملك الذي كان ملكًا مطلقًا بموجب القانون.
في كثير من الحالات، يمكن أن يؤدي رفض الملك الدستوري لقوانين الختم المطاطي التي أقرها البرلمان إلى حدوث أزمة دستورية. على سبيل المثال، عندما رفض ملك بلجيكا آنذاك بودوان، بسبب اعتراضاته الدينية، التوقيع على مشروع قانون يشرع الإجهاض في أبريل 1990، أعلن البرلمان الفيدرالي البلجيكي أنه غير قادر مؤقتًا على الحكم. لقد نقل ذلك صلاحياته فعليًا إلى مجلس الوزراء، ليوم واحد، وبالتالي تجاوز حق النقض الخاص به. 

### هيئات تشريعية سابقة
- الرايخستاغ – ألمانيا النازية
- غرفة الاسواق والشركات – إيطاليا الفاشية
- المجلس العمومي – الدولة العثمانية
- مجلس السوفيت الأعلى – الاتحاد السوفيتي
- إيران – مجلس الشورى الوطني[3]

### هيئات تشريعية حالية
- مجلس الشعب الصيني – الصين
- الجمعية الوطنية – كوبا
- مجلس خبراء القيادة – إيران[4]
- الجمعية الشعبية العليا – كوريا الشمالية
- الجمعية الوطنية لفيتنام – فيتنام